# Air Mauritius
Az Air Mauritius Mauritius nemzeti légitársasága. Világszerte mintegy 22 célállomást szolgál ki, és hetente körülbelül 80 járatot üzemeltet. Fő csomópontja a Sir Seewoosagur Ramgoolam nemzetközi repülőtér. A légitársaság központja Port Louisban, az ország fővárosában található.  A Vanilla Alliance légiszövetség tagja.

## Flotta
Az Air Mauritius flottája mindössze tíz repülőgépből áll. Az alábbi típusokkal repül a társaság:
- Airbus A330-200
- Airbus A330-900
- Airbus A350-900
- ATR 72-500

## Galéria

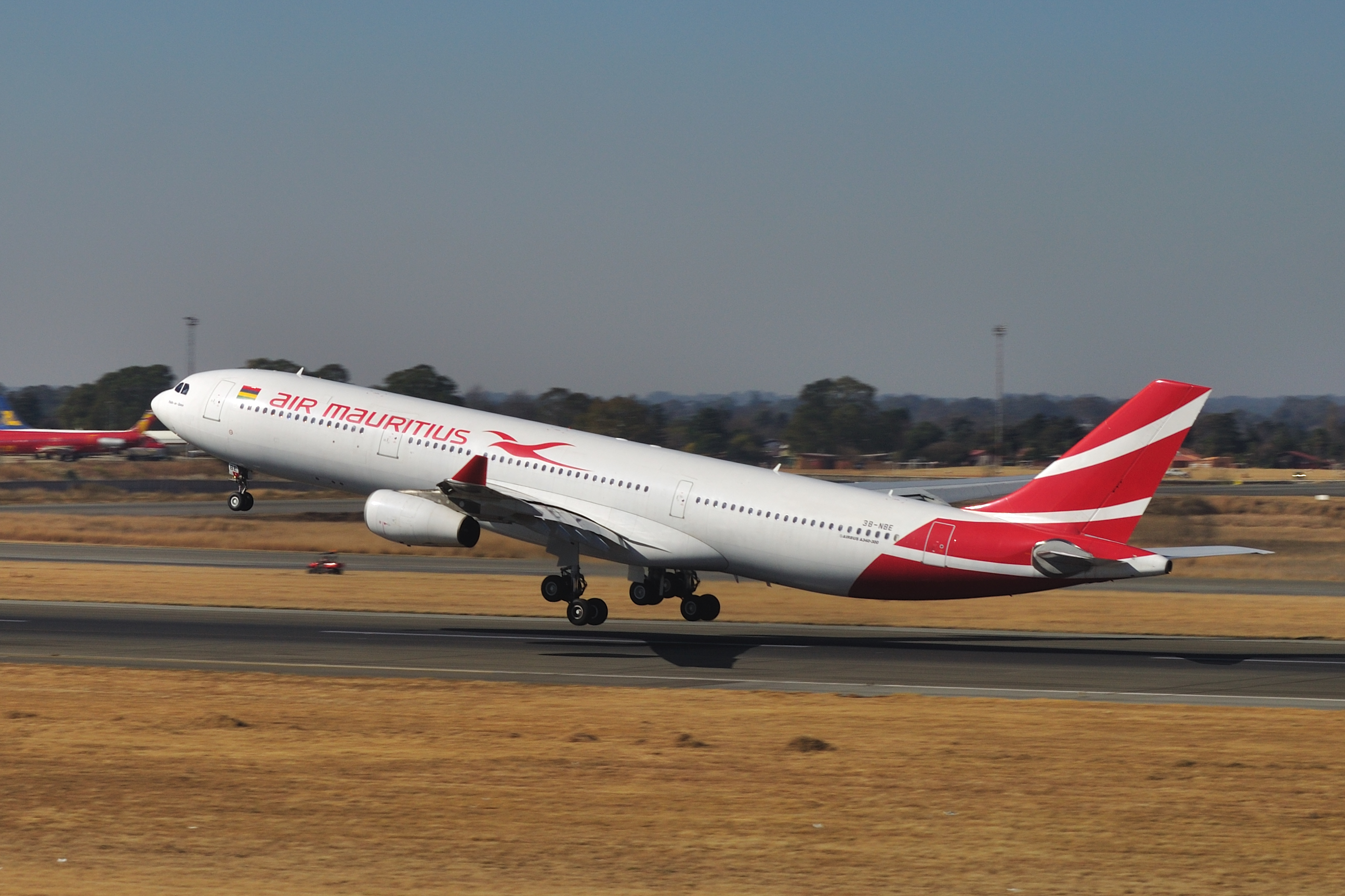
Airbus A340
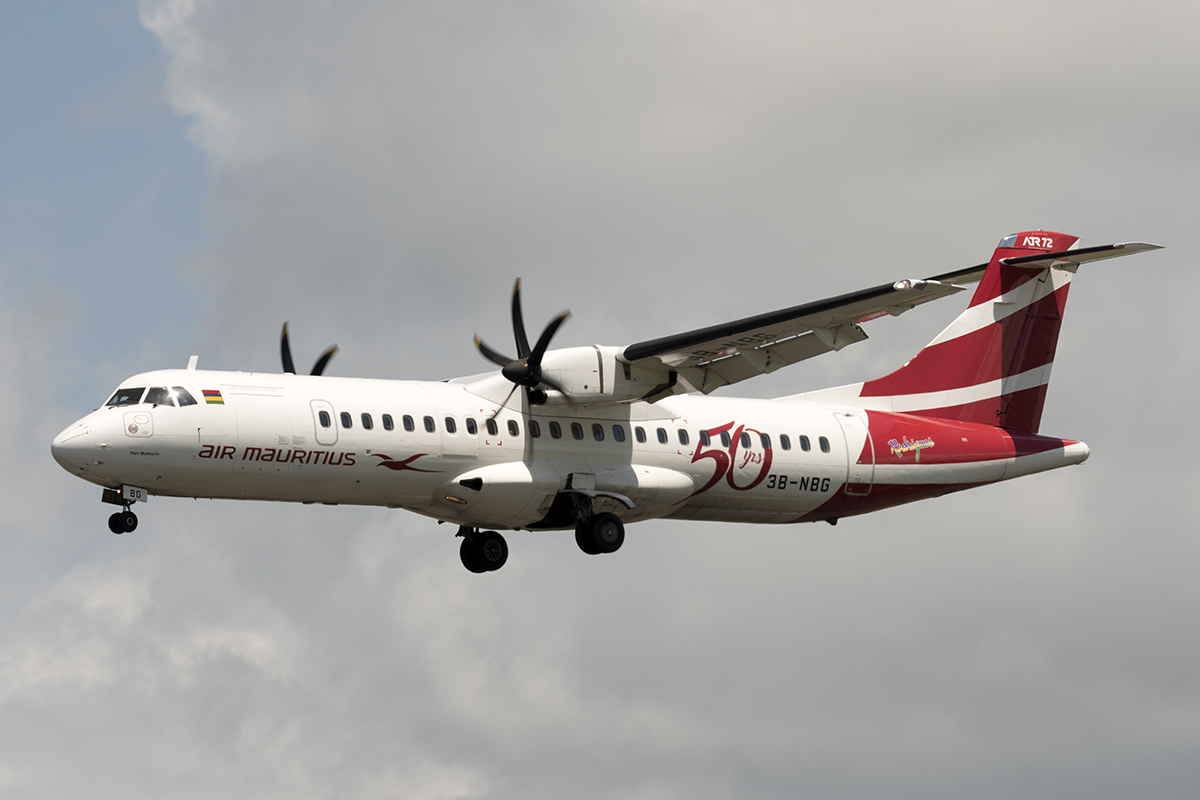
ATR 72-500 3B-NBG
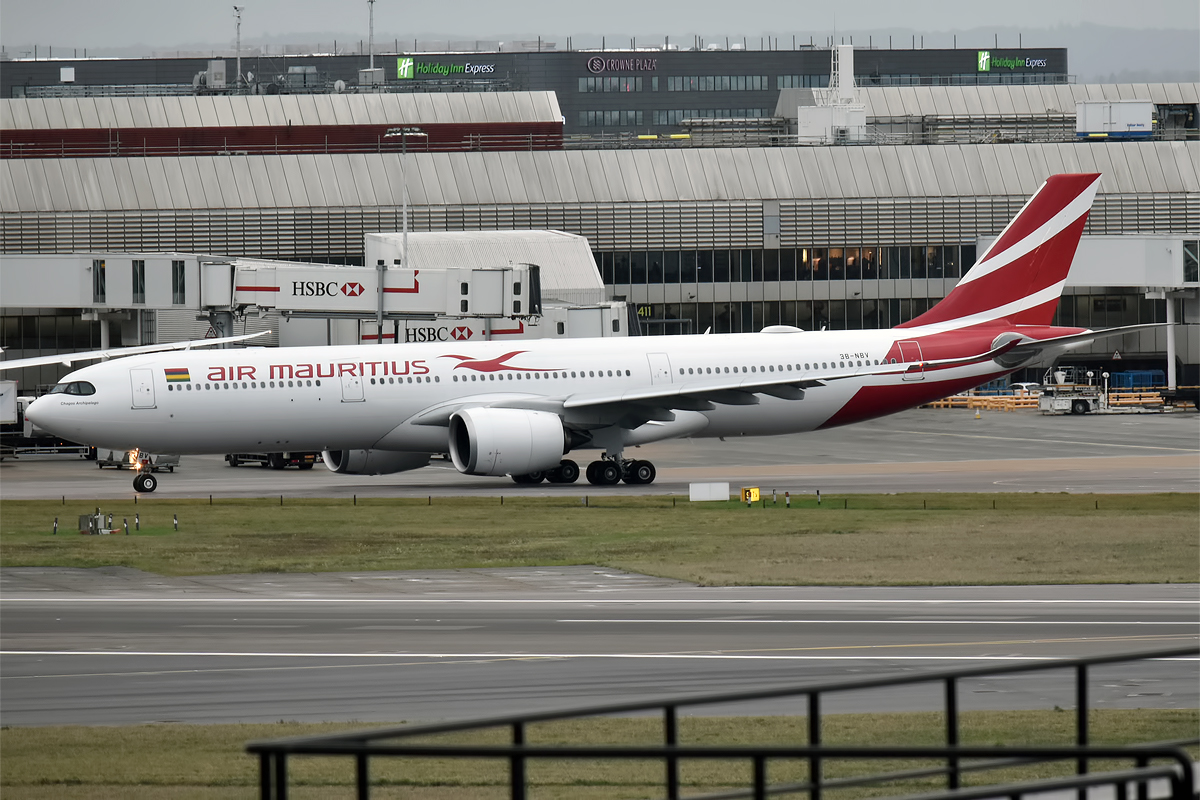
Air Mauritius, 3B-NBV, Airbus A330-941 (A330neo)

## Fordítás
- Ez a szócikk részben vagy egészben  az   Air Mauritius című francia Wikipédia-szócikk ezen változatának fordításán alapul.  Az eredeti cikk szerkesztőit annak laptörténete sorolja fel. Ez a jelzés csupán a megfogalmazás eredetét és a szerzői jogokat jelzi, nem szolgál a cikkben szereplő információk forrásmegjelöléseként.